# Christine Buchholz

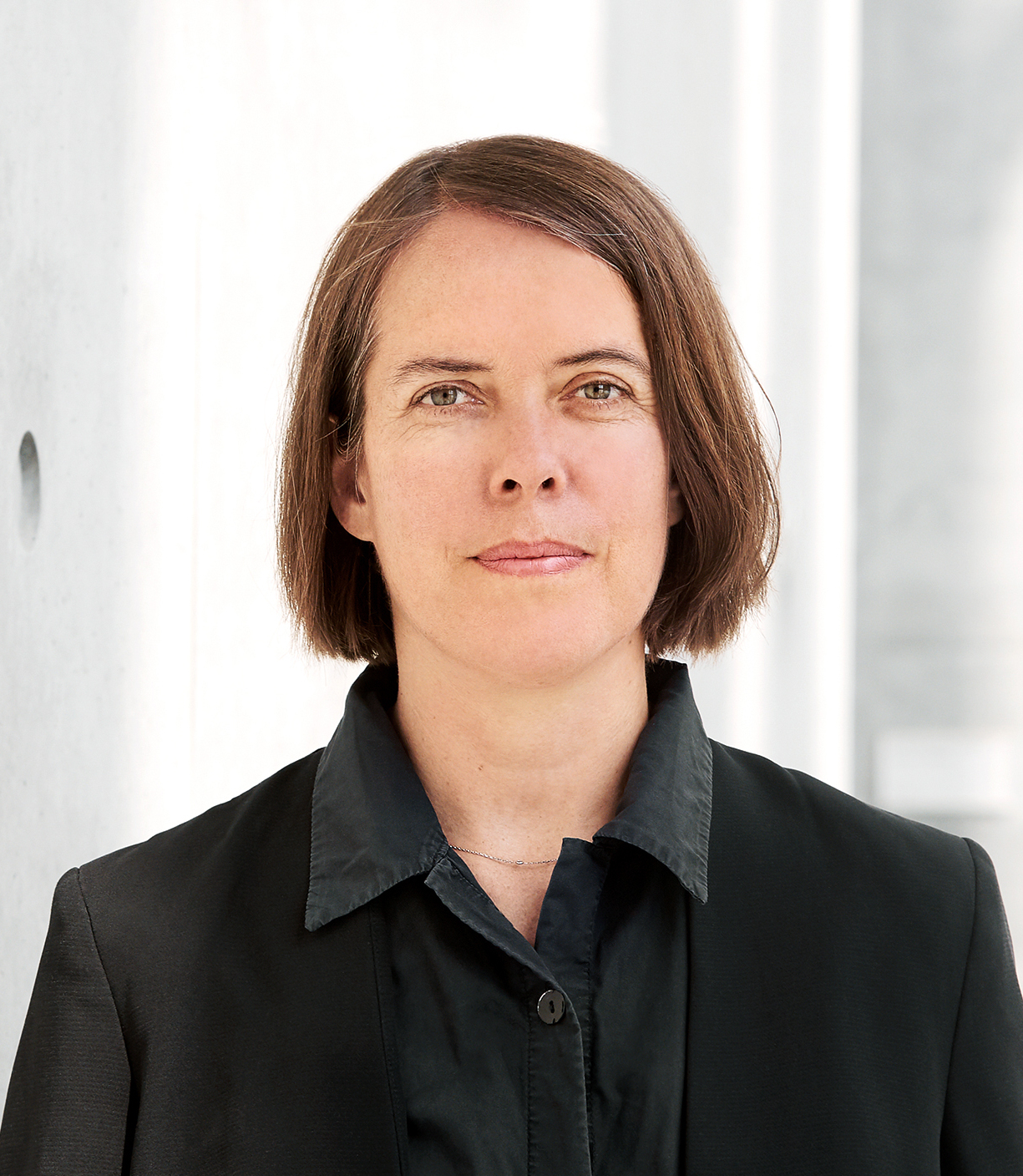
Christine Buchholz, 2019

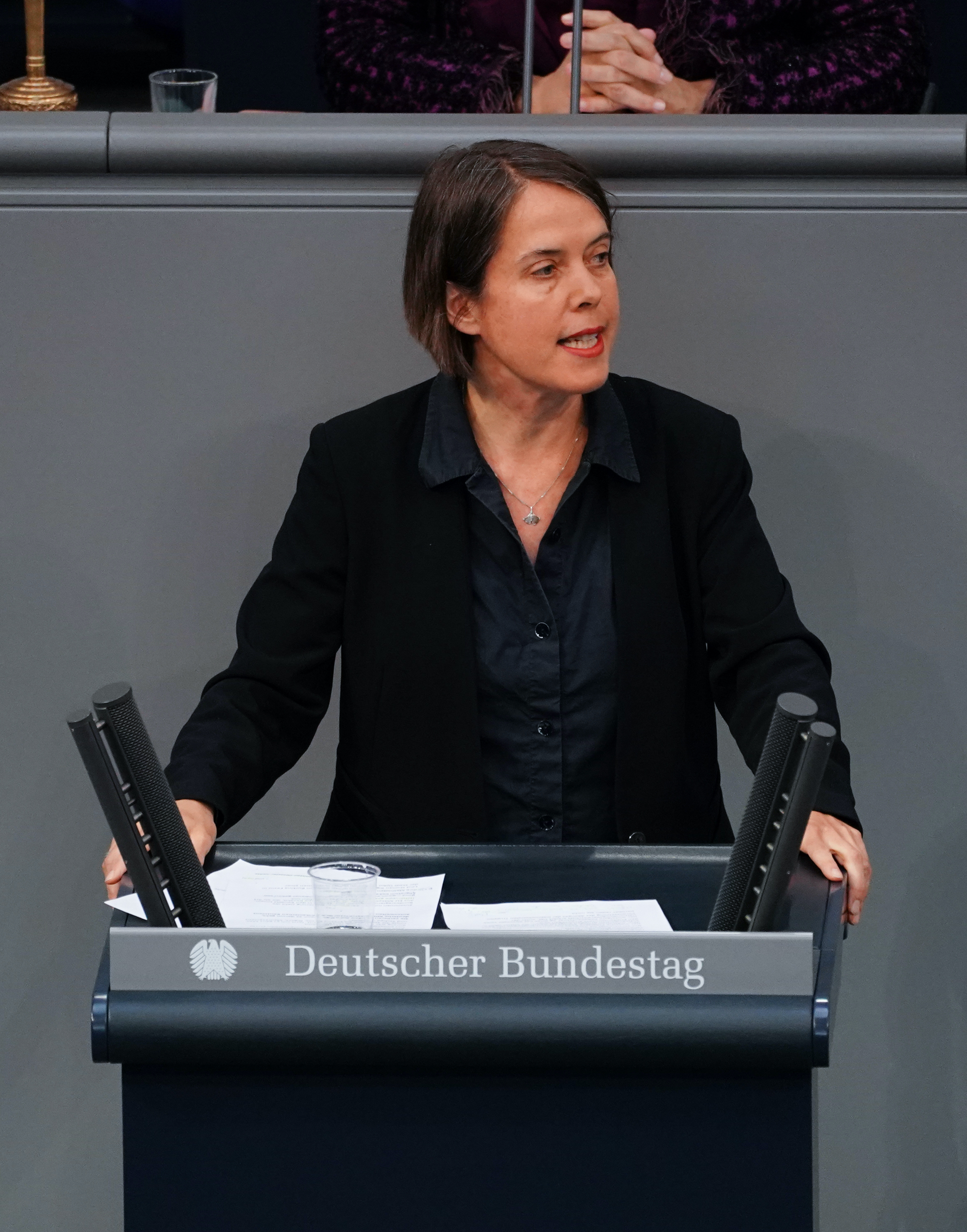
Christine Buchholz 2020 im Deutschen Bundestag

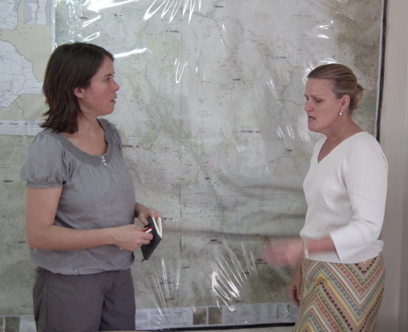
Christine Buchholz traf sich 2010 in Juba mit Lise Grande, Koordinatorin von UN OCHA, zur humanitären Lage im Südsudan.

Christine Buchholz (* 2. April 1971 in Hamburg) ist eine deutsche Politikerin (bis 2024 Die Linke) und war von 2009 bis 2021 Mitglied des Bundestages. Dort war sie religionspolitische Sprecherin der Fraktion, sowie Mitglied im Verteidigungsausschuss und stellvertretendes Mitglied im Menschenrechtsausschuss. Von 2007 bis 2021 und von 2022 bis 2024 war sie im Parteivorstand der Partei Die Linke aktiv, mit dem Schwerpunkt Antifaschismus und Antirassismus.

## Leben
Buchholz studierte nach ihrem Abitur von 1991 bis 1998 Erziehungswissenschaft und Sozialwissenschaften mit Schwerpunkt Politik und Religion an der Universität Hamburg. Nach dem Staatsexamen zum Lehramt für Politik und Evangelische Religion nahm sie ein Ergänzungsstudium der Geschichtswissenschaft auf. Von 1995 bis 2009 arbeitete sie zudem als Assistentin für Menschen mit Behinderung in Hamburg und Berlin. Von 1997 bis 2001 war sie Betriebsrätin in einem Hamburger Pflegebetrieb. Sie war ötv-Vertrauensfrau und ist Mitglied der Gewerkschaft ver.di. Ab 2002 arbeitete sie als freiberufliche Redakteurin und von 2005 bis 2009 als wissenschaftliche Mitarbeiterin einer Gruppe Bundestagsabgeordneter der Linksfraktion.
Buchholz ist verheiratet und hat zwei Kinder. Sie ist Enkelin des Chirurgen und Klinikgründers Hans-Wilhelm Buchholz.

## Politisches Engagement
Buchholz galt als eine Protagonistin des linken Parteiflügels innerhalb der Partei Die Linke. Im Dezember 2024 trat sie aus der Linkspartei aus. Ab den frühen 1990er Jahren war sie in der antifaschistischen Szene aktiv. 1994 wurde sie Mitglied der trotzkistischen, entristischen Organisation Linksruck. Von 1994 bis 1999 war sie Mitglied der SPD. Sie war früh in der globalisierungskritischen Bewegung aktiv und wurde Mitglied von Attac. Sie zählte zu den Organisatoren für das Europäische Sozialforum, das Sozialforum in Deutschland und die Proteste gegen den G8-Gipfel in Heiligendamm (2007). Sie beteiligte sich an der Organisierung und Durchführung der Blockupy-Proteste gegen „Bankenmacht und das Spardiktat der EU-Troika“. Im Bundestag sprach sie gegen die Sparpolitik, den Europäischen Stabilitätsmechanismus und den Europäischen Fiskalpakt.
2016 war sie Mitinitiatorin des Bündnisses Aufstehen gegen Rassismus und arbeitet auch weiterhin dort mit.
Sie ist Mitglied des Beirats der Deutsch-Palästinensischen Gesellschaft.

### Mitgliedschaft inLinksruckundMarx21
Über ihre Mitgliedschaft in Linksruck (2007 aufgelöst) kam sie 2004 zur WASG, deren erweitertem Bundesvorstand sie ab Frühjahr 2005 angehörte. Im März 2007 wurde sie in den geschäftsführenden WASG-Bundesvorstand gewählt, seit dem Vereinigungsparteitag am 16. Juni 2007 bis 2021 war sie Mitglied im geschäftsführenden Parteivorstand der Linken. Dort war sie u. a. zuständig für die Themen Frieden, Abrüstung, Internationales und Antirassismus. Von 2022 bis 2024 war sie erneut Mitglied des Parteivorstands.
Buchholz war Unterstützerin der trotzkistischen Organisation Marx21 innerhalb Die Linke und war Autorin für die gleichnamige Zeitschrift. Sie gehörte der Sozialistischen Linken der Linkspartei an.

## Abgeordnetentätigkeit
Zur Bundestagswahl 2009 kandidierte sie auf Platz 3 der Landesliste Hessen und war Direktkandidatin der Linken für den Bundestagswahlkreis Offenbach. Über die Landesliste zog sie in den Bundestag ein, in dem sie im Verteidigungsausschuss und (stellvertretend) im Auswärtigen Ausschuss saß. Zudem gehörte Christine Buchholz dem Untersuchungsausschuss zum Luftangriff bei Kundus an. Gemeinsam mit ihrem Fraktionskollegen Jan van Aken reiste Christine Buchholz im Januar 2010 nach Kundus, um sich mit Hinterbliebenen der Opfer des Luftangriffs zu treffen. Über ihre Bundestagsrede am 26. Februar 2010, eine Fotoausstellung, eine Gedenkveranstaltung und andere öffentliche Veranstaltungen machte sie auf die zivilen Opfer der Bombardierung aufmerksam.
Im 17. Bundestag war sie friedenspolitische Sprecherin der Linksfraktion im Deutschen Bundestag, im 18. Bundestag verteidigungspolitische Sprecherin. Seit dem 18. Bundestag war sie religionspolitische Sprecherin der Linksfraktion.
Im 18. Bundestag und 19. Bundestag war Buchholz erneut Ordentliches Mitglied im Verteidigungsausschuss, sowie im 1. Unterausschuss des Verteidigungsausschusses. Im 19. Bundestag war sie stellvertretendes Mitglied im Ausschuss für Menschenrechte und humanitäre Hilfe. Bei der Bundestagswahl 2021 verlor sie ihr Listenmandat.
Die teilweise Wiederholung der Bundestagswahl in Berlin am 11. Februar 2024 führte auf Grund der niedrigen Wahlbeteiligung zu einer anderen Verteilung der Sitze unter den Landesverbänden der Parteien. Im Land Berlin verlor Die Linke ein Mandat und Christine Buchholz erhielt für den Landesverband in Hessen wieder ein Bundestagsmandat, welches sie jedoch ablehnte. Für sie rückte Jörg Cezanne nach.

## Positionen und Kritik

### Militäreinsätze
Buchholz lehnt alle Auslandseinsätze ab. Sie kritisierte 2011 den Versuch von Reformern wie Stefan Liebich, außenpolitische Grundlagen der Partei zu verändern.
Mit Blick auf die Bundestagswahl 2013 (und offenbar zum Thema einer rot-rot-grünen Koalition) äußerte sie, es gebe wegen der Unterstützung von Auslandseinsätzen der Bundeswehr und der Zustimmung zu Angela Merkels EU-Sparpolitik keine inhaltliche Grundlage für eine Regierungsbeteiligung.

### Arabischer Frühling/Syrien
Buchholz begrüßte die Demokratiebewegungen des Arabischen Frühlings. Sie positioniert sich gegen das Assad-Regime sowie dessen Verbündete, die sicherheitspolitische Kooperation der deutschen Bundesregierung mit der türkischen Regierung sowie Waffenexporte in den Nahen und Mittleren Osten.
Während des Kampfes um Kobanê, bei dem die Vereinigten Staaten die kurdischen Widerstandskämpfer mit Luftangriffen gegen die Terrororganisation Islamischer Staat (IS) unterstützten, veröffentlichte Buchholz ein Bild von sich mit einem Plakat, auf dem sie forderte: „Solidarität mit dem Widerstand in Kobane! US-Bombardement stoppen!“

### Nahostkonflikt
Buchholz setzt sich für eine an Menschenrechten ausgerichtete Politik im Nahostkonflikt ein. Sie kritisiert die Rüstungs- und Militärkooperation der Bundesregierung mit Israel und setzt sich für ein umfassendes Verbot von Rüstungsexporten in den Nahen und Mittleren Osten ein.
Buchholz spricht sich gegen die Bezeichnung der Kampagne Boycott, Divestment and Sanctions (BDS) als antisemitisch aus. Auf einer Tagung der Evangelischen Akademie Bad Boll sagte sie, dass die Gleichsetzung legitimer Kritik an der israelischen Regierungspolitik mit Antisemitismus zu „Shrinking Spaces“ führe. Dies verhindere einen offenen Menschenrechtsdiskurs über die Lage in Israel und Palästina.
Nachdem 2011 der Landesverband Die Linke Bremen die BDS-Kampagne unterstützt hatte, unterzeichneten bundesweit zahlreiche Parteimitglieder eine Stellungnahme dagegen, in der die Kampagne explizit als „Antisemitismus“ bezeichnet wurde, „der an die NS-Parole ‚Kauft nicht beim Juden‘ erinnert“. Die Fraktion Die Linke im Bundestag beschloss einstimmig, sie lehne Boykottaufrufe, Aufrufe zu einer Einstaatenlösung oder einer weiteren Gaza-Flottille ab. Die Einstimmigkeit kam nur dadurch zustande, dass Buchholz und 14 andere Fraktionsmitglieder der Abstimmung fernblieben oder zuvor den Sitzungssaal verließen.
Am Tag des Gedenkens an die Opfer des Nationalsozialismus 2010 sprach Israels Staatspräsident Schimon Peres als Gast im Deutschen Bundestag. Nach seiner Rede blieben Christine Buchholz und die Abgeordneten Nicole Gohlke, Sahra Wagenknecht und Sevim Dağdelen als einzige Personen im Plenum auf ihrem Platz sitzen. Dies wurde öffentlich teils scharf kritisiert, auch parteiintern durch den Berliner Landeschef der Linkspartei, Klaus Lederer, und den Fraktionskollegen von Buchholz, Michael Leutert. Buchholz erklärte, sie habe sich in der Gedenkveranstaltung bei der Würdigung der Opfer erhoben, nicht aber am Ende von Peres’ Rede, die sie als „ideologische Aufrüstung für eine neue Runde von Kriegen im Nahen Osten“ empfand.
Christoph Seils (Die Zeit, November 2008) und Peter Tauber (CDU Hessen, 2011) warfen Christine Buchholz „offenes Sympathisieren“ mit der Hamas und der Hisbollah vor. Buchholz erklärte durch ihren Sprecher 2011, sie hege keine Sympathie für Hamas und Hisbollah, halte die Organisationen aber für „legitim“.

### Religionspolitische Positionen
In der Debatte um die Beschneidung minderjähriger Jungen unterstützte Christine Buchholz das Recht der jüdischen und muslimischen Gemeinden, die rituelle Beschneidung durchzuführen. In einer Bundestagsrede begründete sie dies damit, dass die Beschneidung keine „Körperverletzung, Gewalt und Misshandlung“ darstelle und dass die Religionsfreiheit gewahrt werden müsse in einer Gesellschaft, die immer noch von Antisemitismus und antimuslimischem Rassismus geprägt sei.

### Kopftuchdebatte
Buchholz verteidigt das Recht auf individuelle Religionsfreiheit und damit das Recht, Kopftuch zu tragen. Sie begründet dies damit, dass die staatliche Neutralität durch die Trennung von Staat und Religion gewährleistet ist und dem Selbstbestimmungsrecht der Frau, das Kopftuch zu tragen oder nicht zu tragen. In einer durch „antimuslimischen Rassismus“ geprägten Gesellschaft führe ein Verbot von Kopftüchern in staatlichen Institutionen zu Diskriminierung und Berufsverboten.

## Schriften
- Unsere Welt ist keine Ware. Handbuch für Globalisierungskritiker (mit Anne Karrass und Oliver Nachtwey). Kiepenheuer & Witsch, 2002, ISBN 3-462-03164-3
- Die Kraft des „Nein“. In: Argumente, Ausgabe 8, November 2005, Edition Aurora
- G8: Gipfel der Ungerechtigkeit. Wie acht Regierungen über sechs Milliarden Menschen bestimmen (mit Katja Kipping). VSA-Verlag, 2006, ISBN 3-89965-200-2
- Schwarzbuch. Kritisches Handbuch zur Aufrüstung und Einsatzorientierung der Bundeswehr (mit Rainer Rilling, Frank Renken, Maria Oshana, Thomas Mickan et al.). Rosa-Luxemburg-Stiftung, 2016.